# Georges Wilson
Georges Wilson (n. 16 octombrie 1921, Champigny-sur-Marne, Seine, Franța – d. 3 februarie 2010, Rambouillet, Île-de-France, Franța) a fost un actor francez de film și televiziune. Este tatăl actorului francez Lambert Wilson.

## Biografie
Wilson s-a născut în Champigny-sur-Marne, Seine (acum Val-de-Marne) ca fiul nelegitim al unui tată francez și al unei mame irlandeze. Numele său profesional, Wilson, provine de la bunica sa irlandeză; numele său de naștere nu a fost făcut public.
A fost nominalizat la un premiu BAFTA și, de asemenea, nominalizat la un premiu César. Ultimul film al lui Georges Wilson a fost Instinct criminal.
Din 1963 până în 1972 Georges Wilson a fost directorul Théâtre national de Chaillot (cunoscut anterior sub numele de Teatrul Național Popular).
Georges Wilson a murit la Rambouillet în 2010, la 88 de ani, din cauze nedezvăluite.

## Filmografie selectivă
- 1946 Martin Roumagnac - Un jeune homme dans le convoi funèbre (uncredited)
- 1951 Maître après Dieu - Un passager juif (uncredited)
- 1953 La môme vert-de-gris, regia Bernard Borderie - Duncan aka Melander
- 1954 Roșu și negru (Le Rouge et le Noir), regia Claude Autant-Lara - M. Binet
- 1955 Husarii (Les Hussards), regia Alex Joffé - Le capitaine Georges
- 1957 Bonjour Toubib - Timbarelle
- 1959 La Jument verte, regia Claude Autant-Lara - Jules Haudouin

- 1960 Dialogurile Carmelitelor (Le Dialogue des Carmélites), regia Philippe Agostini și Raymond Leopold Bruckberger - L'aumônier du Carmel
- 1960 Farsorul (Le Farceur), regia Philippe de Broca - Guillaume Berlon
- 1960 Terrain vague (Terrain vague), regia Marcel Carné - His Honour J. Royer the juvenile judge
- 1960 Caidul (Le Caïd), regia Bernard Borderie - Monsieur 'A'
- 1961 Absență îndelungată (Une aussi longue absence), regia Henri Colpi - Vagabondul
- 1961 Il federale (Il federale), regia Luciano Salce - Prof. Erminio Bonafé
- 1961 Tintin și misterul „lînei de aur” (Tintin et le mystère de la toison d'or), regia Jean-Jacques Vierne - Captain Haddock[13]
- 1962 Les Sept Péchés capitaux, regia Philippe de Broca - Valentin (segment "Gourmandise, La")
- 1962 Le Désordre (Il disordine), regia Franco Brusati - Don Giuseppe
- 1962 Leviathan, regia Léonard Keigel - Husband
- 1962 Carillons sans joie, regia Charles Brabant - Le père de Léa
- 1962 Dracul și cele 10 porunci (Le Diable et les Dix Commandements), regia Julien Duvivier - Marcel Messager (segmentul "Tes père et mère honoreras")
- 1962 Ziua cea mai lungă (The Longest Day), regia Ken Annakin, Andrew Marton, Gerd Oswald - Alexandre Renaud
- 1962 Cele patru zile ale orașului Neapole (Le Quattro Giornate di Napoli), regia Nanni Loy - Reformatory Director (uncredited)
- 1962 Mandrin (Mandrin, bandit gentilhomme), regia Jean-Paul Le Chanois - Bélissard
- 1963 Aruncați banca în aer (Faites sauter la banque), regia Jean Girault - L'agent cycliste / The policeman
- 1963 Dragées au poivre, regia Jacques Baratier - Casimir
- 1963 Piele de găină (Chair de poule), regia Julien Duvivier - Thomas
- 1963 Plictiseala (La noia/L'Ennui et sa diversion, l'érotisme), regia Damiano Damiani - Cecilia's Father
- 1964 Norocosul Jo (Lucky Jo), regia Michel Deville - Simon
- 1966 Un monde nouveau (Un mondo nuovo), regia Vittorio De Sica - Le Patron
- 1967 Străinul (Lo Straniero), regia Luchino Visconti - Examining Magistrate
- 1968 C'era una volta (C'era una volta), regia Francesco Rosi - Jean-Jacques Bouché 'Monzu'
- 1969 Beatrice Cenci, regia Lucio Fulci - Francesco Cenci

- 1971 Fata și comisarul (Max et les Ferrailleurs), regia Claude Sautet - Le Commissaire
- 1971 Blanche - The King
- 1971 Instrucția s-a închis, uită! (L'istruttoria è chiusa: dimentichi), regia Damiano Damiani - Campoloni
- 1972 La violenza: quinto potere, regia Florestano Vancini - Crupi
- 1972 Non si sevizia un paperino, regia Lucio Fulci - Francesco
- 1972 Il generale dorme in piedi, regia Francesco Massaro - Gen. Botta
- 1973 Sono stato io!
- 1973 Cei trei mușchetari (The Three Musketeers), regia Richard Lester - Treville
- 1973 ...E di Saul e dei sicari sulle vie di Damasco, regia Gianni Toti - Shaùl
- 1974 Les Chinois à Paris - Lefranc
- 1974 Le Mouton enragé - Lourceuil
- 1974 La Gifle - Pierre
- 1975 L'età della pace - L'altro
- 1977 L'Apprenti salaud - Maître Chappardon / Monsieur Marcel / L'héritier ronchon / L'expert escroc
- 1977 Tendre Poulet - Alexandre Mignonac
- 1977 Ecco noi per esempio - Melano Melani
- 1978 Les Ringards - CommissaireGarmiche
- 1979 Lady Oscar - M. de Bouillé, French Guard General
- 1979 Au bout du bout du banc - Eric Oppenheim

- 1980 Le bar du téléphone - Léopold Kretzchman
- 1980 Le cheval d'orgueil - Récitant / Narrator (voice)
- 1981 Asphalte - Le professeur Kalendarian - un chirurgien débordé
- 1981 Cserepek
- 1981 Fruits of Passion - Le narrateur (voice)
- 1981 Portrait of a Woman, Nude - Arch. Zanetto
- 1982 A Captain's Honor (L’honneur d’un capitaine)- Le bâtonnier
- 1983 Itinéraire bis - Charles
- 1985 Tangourile, exilul lui Gardel (Tangos, the Exile of Gardel), regia [[]] - Jean-Marie
- 1988 Gandahar - Métamorphe (voice)
- 1989 La Passion de Bernadette - Mgr Dupanloup

- 1990 My Mother's Castle - Le comte colonel
- 1991 La Tribu - Castaing
- 1991 Mayrig - (necreditat)
- 1994 Cache Cash - Louis
- 1995 Marie de Nazareth - Récitant (voice)
- 1997 Marquise - Floridor

- 2000 Sentimental Destinies - Robert Barnery
- 2005 Not Here to Be Loved - Le père de Jean-Claude
- 2008 L'Ennemi public nº 1 - Henri Lelièvre (ultimul rol de film)

Titlurile românești sunt parțial luate din „Dicționarul cinematografic” .